# Стар град в Краков
Старият град (на полски: Stare Miasto – Старе Място) е историческият централен квартал в Краков, Полша, основната част на защитения обект Исторически център на Краков, сред най-известните стари квартали в съвременна Полша.
Краков, като столица на полско-литовската държава Жечпосполита, е център на полския политически живот от 1038 г., докато крал Зигмунт III Васа премества кралския двор във Варшава през 1596 г.
Целият средновековен стар град е сред първите места в страната, избрани за Списъка на световното наследство на ЮНЕСКО, където е вписан като Исторически център на Краков (Cracow's Historic Centre) през 1978 г. Обектът на ЮНЕСКО е сред официално обявените исторически паметници на Полша (Pomniki historii) от 1994 г.

## Граници
Квартал Стар град влиза в състава на градски район I Старе Място (Стар град).
През 1978 г., квартал Стар град, заедно с кварталите (също от район I Старе Място) Вавел, Казимеж и Страдом, е вписан като Исторически център на Краков в Списъка на световното наследство на ЮНЕСКО.
През 1994 г., съгласно указ на президента на Полша Лех Валенса за обявяване на Историческия център на Краков за паметник на историята, в неговия състав, освен квартал Стар град, влизат кварталите (предимно от район I Старе Място) Вавел, Страдом, Казимеж, Подгуже (от район XIII Подгуже), Нови Свят и Пясек.

## Общ план
Средновековен Краков е заобиколен от 3-километрова крепостна стена, снабдена с 46 кули и 7 главни входа. Укрепленията около Стария град са издигани в продължение на 2 века. Днешният архитектурен план на Стария град – търговски град през XIII век, е проектиран през 1257 г. след унищожението на града по време на Татарските нашествия от 1241 г., следвано от успешни нападения (1259) и други, отблъснати през 1287 г.
Кварталът се отличава с централно разположения Главен (пазарен/търговски) площад (Rynek Główny – Главен пазар), най-големия градски площад в цяла Европа. В близост до него се намират редица исторически забележителности като базиликата „Дева Мария“ (Kościół Mariacki), църквата „Ссв. Войчех“ (Kościół św. Wojciecha), църквата „Св. Барбара“, както и мнного други национални забележителности. В центъра на площада, заобиколен от редица къщи (kamienice) и редица благороднически резиденции, се намира ренесансовата зала Сукенице (Sukiennice), където днес се помещават сувенирни магазини, ресторанти и търговски щандове, с Националната галерия на изкуството на горния етаж. Оградена е от кметството (Wieża ratuszowa).
Целият квартал е разполовен от Кралския път – коронационния маршрут, изминаван от полските крале. Пътят започва от църквата „Св. Флориан“ извън северния хълм на старите градски стени в средновековното предградие Клепаж (Kleparz); минава през Барбакана (Barbakan) и влиза в Стария град през Флорианската порта. Води до улица Флорианска през Централния площад и нагоре по Гродзка към хълма Вавел с бившето седалище на полските монарси, извисяващ се над река Висла.
През XIX век по-голямата част от укрепленията на Стария град са разрушени. По-късно ровът, обхващал стените, е запълнен и е превърнат в зелен пояс, известен като парк Планти.

## История
Първото споменаване на Краков датира от втората половина на IX век. До края на X век градът е включен в полската държава под управлението на Пястите. Епископия е присъдена на Краков през 1000 г., по онова време става резиденция на полските крале в продължение на векове. Историята на стария град Краков се върти предимно около днешния район на Стария град.
Около 700 г. започва процес на формиране на Вислянската държава, като се обединяват местните племена. Множество останки от някога масивния земен насип обкръжава хълма Вавел и до днес. В мазето на къща на улица Канонична 19 е открит шкаф с 4200 железни брадви с тегло около 4 тона. Тези брадви са известни под името „płacidłos“, което е дума, извлечена от полския глагол „płacić" – плащам, тъй като те са основно законно платежно средство в съседната Великоморавия. В онези дни Висла има много ръкави, които образуват няколко островчета в центъра на Краков като о. Кажимеж.
Епископите, живеещи във Вавелския замък, осигуряват силна интелектуална среда. От XIV век Краков е мястото на царските коронации. Под управлението на Кажимеж III е основан Ягелонският университет, който е сред най-старите висши училища в Европа.
През 1386 г. полският престол е поверен на литовския княз Владислав Ягело, съпруг на кралица Ядвига, създавайки следващата полска династия – Ягелоните. Краков се превръща в столица на голяма монархия, което стимулира политическото и културно развитие на града. Много от големите художници са работили в Краков по онова време.

### Ренесанс
Старият град претърпява значително развитие по време на Ренесанса. Тогава е възстановена Вавелската катедрала с архитектурни черти на италианския ренесанс. Бона Сфорца, втората съпруга на Зигмунт I, пожелава Бартоломео Беречи, Франциско Флорентиан, Джовани Мария Падовано, Санти Гучи и други да изпълнят тази задача. Улица Канонична става отличителна част от Стария град с множество характерни черти от онзи период. Със смъртта на Зигмунт II Август – последния ягелонски крал, политическият живот на Полша се мести във Варшава.

### Барок
Ерата на барока се появява в началото на XVII век. Сигизмунд III Васа става известен патрон на изкуството. Архитект Джовани Тревано под негово ръководство работи в Краков и преработва църквата „Св. св. Петър и Павел“ в бароков стил. През онзи период Старият град е разрушен 2 пъти по време на Шведската инвазия. Към края на XVII век са построени църквите „Св. Ана“ и „Св. Казимир“ (известна с катакомбите си).
През първата половина от XVIII век се създават някои изключителни произведения на изкуството от архитекти като Кацпер Бажанка и Франчишек Плачиди. Културата на бароковата епоха оставя траен белег в тази част на града. Готическите църкви са превърнати в барокови и са снабдени с нови олтари, скулптури и картини.
През 1794 г. войските на Тадеуш Косцюшко се събират, за да защитят Полша. Въстанието на Косцюшко завършва с поражение, а през 1795 г. Полша претърпява последното си разделяне, след което Краков попада в Австрийската империя.
Въпреки тези политически събития Краков остава важен за полските патриоти. Многобройните културни паметници на града стават национални паметници и единственото представяне на националната идентичност за следващия век.

### Под чужда власт
През XIX век австрийският император Франц I решава да ликвидира отдавна пренебрегваните градски укрепления. Разрушаването им е извършено по време на Варшавското херцогство. Благодарение на усилията на професор Феликс Радвански северната част на стените са спасени, включително Барбаканът, Флорианската порта и 3 кули, отбелязвали някога началната точка на Кралския път, по който новият монарх преминава, за да отиде към мястото на своята коронация във Вавелската катедрала. Паркът Планти е създаден на мястото на унищожените укрепления.
През същия период е построен Театър „Юлиуш Словацки“, намиращ се на площад „Св. дух“. Издитнат е на мястото на стара болница, ръководена от Ордена на Светия дух. Сградата е пример за полския еклектичен архитектурен стил. През 1850 г. в града избухва пожар, който нанася значителни щети.
През 1876 г. принц Владислав Чарториски дарява на града някои от художествените си и патриотични колекции. Създаден е през 1879 г. Националният музей в Краков. Градът става център на музеологията в Полша. Известни художници като Ян Матейко и Станислав Виспянски работят в Стария град, където се раждат редица движения за политическа независимост.

### Военен период
На 6 септември 1936 г. германските сили нахлуват в Краков. Градът става столица на генералното губернаторство. Гоненията на евреи започват и се създава концлагер в Плашов. Старият град е ограбен, много творби са откраднати. Музеите, училищата и театрите са затворени. Професори са арестувани. Еврейските синагоги са опустошени, ограбени са церемониални предмети, сгради са превърнати в складове за боеприпаси, противопожарно оборудване и нацистки места за общо съхранение.
На 18 януари 1945 г. сили от 2-ри украински фронт на Червената армия, под командването на маршал Иван Конев, навлизат в Краков и принуждават германската армия да се оттегли. Краков се възстановява и развива в новосъздадената Полска народна република.

## Старият град днес
Днес Старият град привлича туристи от цял свят. Историческият център на Краков е сред 14-те обекта в Полша, включени в Световното наследство на ЮНЕСКО. Архитектурният дизайн на Стария град оцелява през многото катаклизми на миналото и е запазил оригиналната си форма, създадена през Средновековието.
През цялата година Старият град е оживен и населен. Има много туристи, неуморни цветари и карети, водени от коне. Мястото винаги е оживено, особено във и около Главния търговски площад, един от най-големите площади в Европа, който се появява, когато градът получи Магдебургските права през 1257. Тук се намират туристически забележителности като Градската кула, Сукеннице, старинни жилища с изискани магазини и паметник на Адам Мицкевич. В близост до паметника може да се чуе хейнал, който звучи всеки час от най-високата кула на Църквата Света Мария.
Многобройни легенди се опитват да обяснят присъствието на многото гълъби на Главния площад. Според една от легендите, Хайнрих IV, който се опитвал да превземе Сеньоралния протекторат по време на регионално разпадане на Полша, се пробва да стигне до Рим с финансови предложение, за да се сдобие с папското одобрение за коронацията си. Тогава обаче чародейка превръща рицарите му в гълъби. Те изкълвали някои от камъчетата от стените на Църквата Св. Мария, които се превръщат в златни. С тези богатства принцът се запътва към Ватикан, но по пътя губи всичко и не успява да достигне дестинацията си. Връща се в Краков. Никой от рицарите му не възвръща човешката си форма.

## Архитектурни паметници
Квартал Стар град е дом на поне 6 хиляди исторически обекта и над 2 милиона произведения на изкуството. Богатото разнообразие от обекти с историческа архитектура включва ренесансови, барокови и готически сгради. Краковските дворци, църкви, театри и имения показват голямо разнообразие от цветове, архитектурни детайли, витражи, картини, скулптури и обзавеждане.

### Обекти
Много известни забележителности в Стария град, привличащи постоянен поток от посетители, включват галерии, както и отделите на Националния краковски музей, като например музея Сукеннице, имението на Ян Матейко, музея Станислав Виспянски на ул. Шчепанска 11, музея Чарториски с арсенал на ул. „Св. Яна“ № 19, както и Историческия музей на Краков на Главния площад № 35. Там са също така и Фармацевтичният музей, Ягелонският университет. Най-големите 2 театъра, Старият театър и най-известният театър „Юлиуш Словацки“, се намират в близост.
Разширеният списък на католическите църкви в Стария град включва: църквата „Св. Андрей“, църквата „Св. Анна“, църквата „Св. Барбара“, църквата и манастира „Францискани“, църквата „Свети Йоан“ Църквата „Св. Мартин“, църквата „Света Мария“, църквата „Св. Марк“, църквата „Св. Петър и Павел“, Пиярската църква, църквата „Св. Тома“, църквата „Света Троица“ и църквата „Св. Войчех“.
- Църква и манастир „Св. Францис“
- Пиярска църква
- Църква „Св. Андрей“
- Църква „Св. Анна“
- Църква „Св. Мартин“
- Църква „Св. Мария“
- Църква „Св. Войчех“
- Църква „Св. Барбара“
- Църква „Св. Флориан“
- Църква „Св. Кажимеж“

### Скулптури
Старият град има множество бронзови статуи и мраморни паметници. Най-известният паметник е на Адам Мицкевич, разположен на Главния площад между църквата „Св. Мария“ и източната страна на Сукеннице. Открит е официално на 16 юни 1898 г.
Други известни паметници са: паметникът в чест на поета Юзеф Бохдан Залески на ул. Бащова, паметникът на Ягелон и Ядвига в парка Планти и паметникът на Лилия Венеда.
Срещу Палата на изкуствата се издига паметник на Артур Гротгер, Пьотр Скжинецки, Юзеф Диетл, Александер Фредро и др. Близо до Планти се намира паметникът на полския астроном Николай Коперник, създаден от Годебски през 1900 г.
- Адам Мицкевич
- Юзеф Диетл
- Ерос Бендато
- Николай Коперник
- Тадеуш Косцюшко
- Михал Балуцки
- Гражина
- Фредро
- Пьотр Скжинецки